# Erginobacteraceae
Famille
Les "Candidatus Erginobacteraceae" forment une famille de bactéries de la classe Erginobacteria du phylum candidat du règne des Bacteria.

## Historique
Cette famille est proposée en 2022 par T. J. Williams sous le nom de "candidatus Erginobacteraceae" pour contenir les bactéries non cultivables des deux genres "candidatus Erginobacter" et "candidatus Euphemobacter" identifiées dans le Lac Ace. Ce lac est un Lac méromictique d'origine marine de 25 m de profondeur situé dans les Collines de Vestfold de l'Antarctique de l'Est.

## Taxonomie
Le nom de candidatus Erginobacteraceae" a été publié de manière non valide et ce nouveau nom est considéré comme le nom préféré et non pas le nom correct.

### Étymologie
L'étymologie du nom de l'ordre Erginobacteraceae est la suivante : Er.gi.no.bac.tera’ce.ae. N.L. fem. pl. n. Erginobacteraceae, la famille des Erginobacter.

### Liste des genres
Selon la base de nomenclature LPSN (17/08/2023), cette famille contient deux genres candidats:
- "Candidatus Erginobacter" Williams et al. 2022 nom préféré (nom non correct)
- "Candidatus Euphemobacter" Williams et al. 2022 nom préféré (nom non correct)